# Condition des femmes au Népal
La condition des femmes au Népal est sujette à de nombreuses discriminations, tant sociologiques que professionnelles, mais tend à évoluer depuis plusieurs années. Le Népal, pays himalayen situé en Asie du Sud, est l'un des pays les plus pauvres du monde. Il a souffert d'instabilité politique et a eu un régime antidémocratique pendant une grande partie de son histoire. Il y a un manque d'accès aux installations de base, les gens ont des croyances superstitieuses et il y a des niveaux élevés de discrimination entre les sexes. Bien que la Constitution prévoie la protection des femmes, y compris un salaire égal pour un travail égal, le gouvernement n'a pas pris de mesures significatives pour mettre en œuvre ses dispositions.
Le statut des femmes au Népal reste très médiocre en matière de santé, d'éducation, de revenus, de prise de décision et d'accès à l'élaboration des politiques. Les pratiques patriarcales, qui contrôlent la vie de ces femmes, sont renforcées par le système juridique. Les femmes sont confrontées à une discrimination systématique, en particulier dans les zones rurales. Les taux d'alphabétisation sont nettement inférieurs à ceux des hommes, et les femmes travaillent plus longtemps. La violence à l'égard des femmes est encore courante et les femmes ne sont pas assez nombreuses dans les professions libérales. La représentation des femmes a été assurée au sein de l'assemblée constituante, mais la participation égale des femmes à tous les mécanismes de l'État est loin d'être idéale.

## Histoire
L'une des premières formes de discrimination à l'égard des femmes au Népal a commencé avec la pratique du sati, qui a été éradiquée par le Premier ministre Rana Chandra Shamsher, mais même après cela, la situation patriarcale a perduré, les femmes ne bénéficiant que d'un accès limité aux ressources et aux opportunités. Les problèmes majeurs rencontrés par les femmes étaient la  violence sexiste, le mariage des enfants, la traite des femmes, la justice transitionnelle, la représentation inégale et la participation des femmes à la politique.
En raison de l'inégalité et de la violence croissantes à l'égard des femmes, une aide juridique gratuite a été mise à disposition par le gouvernement du Népal grâce à la promulgation de la loi de 1997 sur l'aide juridique, bien que la majorité des groupes cibles de femmes, d'enfants et de personnes privées de leurs droits ne puissent pas y accéder. Les droits des femmes n'ont été pris au sérieux qu'une fois que le Népal a été sous le régime démocratique après 1990, et qu'une constitution a été formée déclarant l'égalité entre les hommes et les femmes comme un droit fondamental. Le gouvernement démocratique nouvellement élu a ratifié de nombreuses lois et traités internationaux spécifiques aux femmes, et la loi sur les traités du Népal de 1990 a garanti que les dispositions internationales relatives aux droits humains seront privilégiées en cas de conflit avec les lois nationales. Les lois appliquées en 1990 n'ont finalement été promulguées qu'en 2006, et depuis les années 1990, le contentieux d'intérêt public (PIL) était l'un des principaux outils utilisés par les femmes pour exprimer leurs opinions et promulguer les droits des femmes.
Les années 1990 ont vu des changements substantiels dans les lois au Népal, ce qui a facilité l'intérêt et la formation des ONG, à la fois en tant que bénéficiaires de ces programmes et en tant que membres du personnel des ONG. C'est ainsi qu'a commencé le mouvement d'autonomisation des femmes et de mobilisation des ONG féminines.
En raison de la persistance de la violence et de la discrimination à l'égard des femmes, les recommandations du Groupe de travail sur l'examen périodique universel au gouvernement du Népal en mars 2011 comprenaient la garantie du plein droit à l'égalité et à la non-discrimination entre les hommes et les femmes, conformément aux normes internationales (avec celui de l'Italie). En outre, les observations finales et les recommandations du Comité CEDAW au gouvernement du Népal, en août 2011, prévoyaient l'introduction de mécanismes de suivi pour une meilleure mise en œuvre des lois et des plans relatifs à l'égalité et au développement d'indicateurs de disparité entre les sexes.

## Indicateurs socio-démographiques

### Espérance de vie, taux de masculinité

#### Santé
Les services de santé au Népal sont inadéquats et insuffisants et se reflètent donc dans le faible état de santé des Népalais par rapport au reste de la région de l'Asie du Sud-Est. Les maladies les plus courantes auxquelles sont confrontées les femmes en âge de procréer sont l'anémie et la malnutrition, en raison de la discrimination subie dans l'enfance et en grandissant. Comme les femmes, en particulier les filles, sont considérées comme ayant le statut le plus bas dans le ménage, elles sont souvent les dernières à manger et ne reçoivent donc pas la nutrition adéquate requise. Près de 70 % des femmes qui ont atteint la puberté souffrent de ces maladies courantes. En outre, de nombreuses femmes retardent souvent la recherche d'une aide médicale par peur.
Le taux de mortalité maternelle au Népal s'élève à 380 décès maternels pour 100 000 naissances vivantes en 2008, selon les estimations de l'OMS, de l'UNICEF, de l'UNFPA et de la Banque mondiale. Bien qu'il y ait eu une diminution significative par rapport au ratio de 539 pour 100 000 naissances vivantes en 2003, le ratio reste l'un des plus élevés au monde. En raison de l'insuffisance des soins de santé pour les femmes enceintes, elles sont plus susceptibles de mourir au cours de la grossesse et pendant le travail lui-même. Selon l'enquête démographique et sanitaire du Népal (NDHS) de 2001, environ 10 % de toutes les naissances ont lieu en présence d'un médecin ou d'un personnel médical qualifié. Cela reflète la prévalence des naissances à domicile, environ 81 % de toutes les naissances, dans la société népalaise. En raison des croyances culturelles, les femmes sont généralement réticentes à permettre à des étrangers d'être présents ou d'assister à la naissance. La géographie a également considérablement limité la disponibilité des services de santé, en particulier ceux des régions rurales et montagneuses. Même s'il y a eu beaucoup d'aménagements routiers ces dernières années, les femmes en sont moins touchées, car elles demeurent des utilisatrices peu fréquentes de la route.
Le 23 septembre 2021, un groupe de 20 à 25 jeunes a organisé une manifestation à Katmandou pour faire pression sur le gouvernement afin qu'il supprime ou réduise la taxe actuelle sur les produits d'hygiène féminine. Il existe actuellement un droit de douane de 15 %, une taxe sur la valeur ajoutée (TVA) de 13 % et une TVA supplémentaire de 1,5 % sur les droits de douane qui sont facturés lors de l'importation des produits. Les serviettes hygiéniques ne font pas partie de la liste des articles essentiels - qui comprend les médicaments, les fournitures médicales, les contraceptifs et les préservatifs - qui sont exonérés de TVA. Les produits d'hygiène féminine sont plutôt taxés comme des articles de luxe, ce qui les rend inabordables pour de nombreuses femmes au Népal.

### Éducation
Le taux d'alphabétisation au Népal demeure faible, à 52,74 % (CBS, 2001). Malgré une amélioration ces dernières années, la disparité des taux d'alphabétisation entre les hommes et les femmes demeure. En 2001, le taux d'alphabétisation des femmes était de 42,49 %. Le faible taux d'alphabétisation des femmes peut être attribué à la discrimination à laquelle elles sont confrontées à la maison.
Les femmes sont confrontées à la violence sexiste, ce qui limite considérablement leur capacité à fréquenter l'école ou à recevoir une éducation appropriée. De plus, la religion limite les possibilités pour les femmes de recevoir une éducation. Par exemple, la majorité de la population musulmane féminine au Népal est toujours privée d'éducation de base, avec seulement 20 % ayant eu n'importe quel niveau d'éducation.
Le pourcentage de femmes des zones rurales n'ayant jamais été scolarisées s'élève à 51,1 % (CBS, 2008), alors que les femmes vivant en zone urbaine n'ayant jamais été scolarisées est de 25 % (CBS, 2008). Cela se reflète dans la disparité des taux d'alphabétisation, entre les femmes des zones rurales, 36,5 %, et celles des zones urbaines, 61,5 %. Les taux d'alphabétisation dans les zones rurales sont près de la moitié de ceux des zones urbaines.

### Emploi et vie économique
Bien que la participation globale des femmes au marché du travail ait augmenté, la majorité des femmes employées sont encore fortement concentrées dans les industries à bas salaires et à plus forte intensité de main-d'œuvre. La participation des femmes au secteur formel est de 6 %. Selon le rapport de 2008 de CBS, il y avait 155 000 hommes professionnels, mais seulement 48 000 femmes professionnelles, soit environ 31 % de femmes professionnelles. Cela contraste fortement avec la participation des femmes dans le secteur agricole de subsistance, la participation des femmes représentant près de 160 % de celle des hommes. Dans le domaine agricole, les Népalaises représentent 60 % du PNB, ne possédant toutefois que 10 % des terres. Pour sauvegarder leurs intérêts, les femmes ont lancé de nombreuses coopératives locales fonctionnant sur la base du microcrédit, notamment afin de pouvoir financer des projets, se retrouver entre elles et évoquer des problématiques spécifiques ou encore faire pression sur l’administration ou un pouvoir patriarcal les lestant souvent de leurs droits.

## Autres aspects

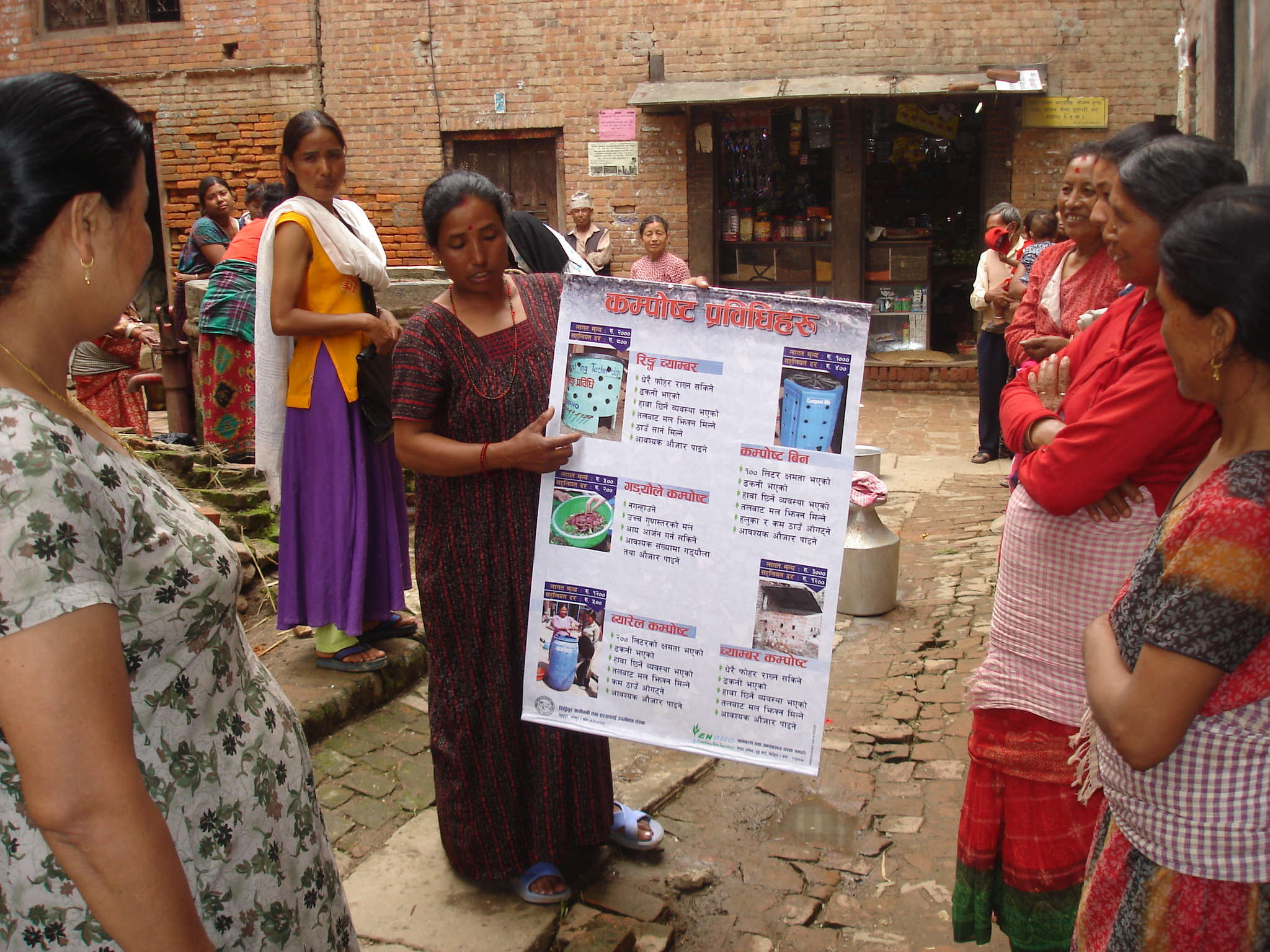
Campagne de sensibilisation de l'ONG ENPHO au Népal, en 2006.

### Violences faites aux femmes
La violence basée sur le genre (VBG) envers les femmes est un problème grave au Népal, où les femmes sont souvent exposées à la violence publique et domestique qui constitue le viol, les abus sexuels sur le lieu de travail et à la maison, et la traite des êtres humains. Il existe une persistance de pratiques traditionnelles néfastes jugées mortelles telles que Deuki (acte d'offrir aux jeunes filles des temples hindous pour qu'elles vivent sans soins ni éducation appropriés) et Chhaupadi (les femmes menstruées sont gardées dans un hangar loin de la maison pour vivre dans des conditions difficiles). D'après l'étude du Fonds des Nations unies pour la population (UNFPA) intitulée « Gender Equality and Empowerment of Women in Nepal », les femmes maltraitées sont plus enclines à souffrir de dépression, d'anxiété, de symptômes psychosomatiques, de dysfonction sexuelle et de divers problèmes de santé reproductive.
Dans le Nepal Human Rights Yearbook 2012 du Informal Sector Service Centre (INSEC), une étude portant sur les 75 districts du pays a donné des résultats sur 648 femmes victimes de violence en 2011. De plus, le nombre de filles de moins de 18 ans qui ont été touchées s'élève à 379.
La proportion de femmes népalaises victimes de violences domestiques est estimée entre 60 et 70 %. La violence sexiste est pire dans les communautés rurales, où environ 81 % des femmes subissent des violences domestiques récurrentes. Ces incidences incluent la violence physique par les maris, la polygamie, les meurtres liés à la dot et le harcèlement physique et psychologique par les membres du ménage.
Les raisons de la violence sexiste au Népal sont largement attribuées aux tabous sociaux et aux superstitions associées aux femmes et aux croyances profondément enracinées, qui propagent des attitudes désobligeantes envers les femmes, telles que Chhori ko janma hare ko karma (« Une fille est née avec un destin voué à l'échec »). De même, les résultats tirés du suivi de la situation par l'INSEC ont indiqué que soumettre les femmes à la violence domestique était considéré comme une pratique traditionnelle profondément enracinée. Les résultats de l'enquête montrent également que 20 et 23 % des hommes et des femmes au Népal considèrent la violence domestique comme acceptable.
Malgré les efforts de diverses ONG de défense des droits de l'homme et des droits des femmes, ainsi que des organismes d'aide internationale, pour faire pression en faveur de l'élimination de la violence domestique par la mise en œuvre de mesures plus efficaces, le projet de loi sur la violence domestique (crime et châtiment) présenté en 2002 est au point mort. Les plaintes des militantes des droits des femmes sont dirigées contre les efforts nonchalants des forces de l'ordre dans lesquelles les différends sont réglés sans qu'aucune accusation ne soit portée contre les auteurs. Cela se reflète dans une déclaration de l'activiste et ancienne présidente de la Commission nationale des femmes, Bandana Rana : « Souvent, la police et la population locale tentent de régler le conflit domestique en pressant les femmes d'accepter leur destin car la société est toujours dominée par le patriarcat hindou avec son propre ensemble de codes stricts, dont beaucoup sont en conflit avec les droits fondamentaux des femmes ».
En mai 2020, pendant la pandémie de Covid-19, Human Rights Watch a signalé que des groupes de médias sociaux abusaient de femmes et de filles népalaises en ligne. Le groupe de défense des droits a déclaré que les délinquants utilisent des photos intimes généralement obtenues à partir des comptes de médias sociaux des victimes et utilisent également le piratage, la coercition ou le chantage comme méthode. L'impact de tels incidents nuit à leur santé mentale, à leur réputation, à leurs relations et à leur accès à l'éducation et à l'emploi, ajoute le rapport.

### Restrictions de voyage
Plusieurs lois ont interdit aux femmes népalaises de voyager et de travailler à l'étranger. En 2012, le gouvernement a interdit aux femmes de moins de 30 ans de travailler dans les États du Golfe, bien que le seuil d'âge et la portée géographique de l'interdiction aient changé. Pendant ce temps, les femmes népalaises ont été victimes de la traite vers d'autres pays sans grande intervention du gouvernement, tandis que le gouvernement les empêche de chercher un emploi à l'étranger.

### Condition de mariage
40 % des Népalaises sont mariées avant l'âge de 20 ans, le plus souvent au moyen d'unions arrangées, dont 7 % de contrats conclus avant l’âge de 10 ans. Des scandales, comme la vente de filles comme servantes (dans un état proche de l’esclavage) pour environ 2000 euros dans les pays du Golfe, font régulièrement la une des journaux.
La tradition de la dot est toujours courante et demeure vectrice de violences envers les femmes malgré son interdiction,, promulguée en 2009, par la Social Customs and Practices Act, même s'il existe encore des cas de violation.
En 2015, avec l'adoption d'une nouvelle Constitution, les femmes népalaises se mariant avec des étrangers (cas relativement fréquent dans les peuples vivant à proximité de la frontière indienne notamment) perdent une partie de leurs droits, et ne peuvent notamment plus transmettre simplement la nationalité népalaise à leurs enfants, alors que cette nationalité conditionne de nombreux autres droits. Cette clause fait dire à l'avocate et députée Sapana Pradhan Malla que le texte « "restreint les droits de femmes", considérées comme "des citoyens de seconde zone", qui peuvent être discriminées sur la base de leur statut marital, notamment en ce qui concerne la propriété et l'héritage. Cette militante pour le droit des femmes déplore que "l’Assemblée constituante n’a pas réussi à assurer aux Népalaises l'indépendance et l'égalité de droits" ».

### Kamlahari
Le kamlahari est une forme d'esclavage à laquelle sont soumises certaines fillettes issues de familles pauvres.
Fierté pour sa communauté d'origine, Shanta Chaudhary est une ancienne kamlahari devenue députée.